# Новий Торг (гміна)
Гміна Новий Торг (пол. Gmina Nowy Targ) — сільська гміна у південній Польщі. Належить до Новоторзького повіту Малопольського воєводства.
Станом на 31 грудня 2011 у гміні проживало 23298 осіб.

## Площа
За даними 2007 року, площа гміни становила 208.65 км², у тому числі:
- орні землі: 57.00%
- ліси: 32.00%

Таким чином, площа гміни становить 14.15% площі повіту.

## Населення
Станом на 31 грудня 2011:
| Опис     | Загалом | Загалом | Чоловіки | Чоловіки | Жінки | Жінки |
| -------- | ------- | ------- | -------- | -------- | ----- | ----- |
| одиниця  | осіб    | %       | осіб     | %        | осіб  | %     |
| все      | 23298   | 100     | 11518    | 49.44    | 11780 | 50.56 |
| міське   | 0       | 100     | 0        |          | 0     |       |
| сільське | 23298   | 100     | 11518    | 49.44    | 11780 | 50.56 |

## Сусідні гміни
Гміна Новий Торг межує з такими: Буковіна-Татшанська, Камениця, Лапше-Ніжне, Недзьведзь, Новий Тарґ, Охотниця-Дольна, Раба-Вижна, Рабка-Здруй, Чорний Дунаєць, Чорштин, Шафляри.